# Sidney Altman
Sidney Altman (7. května 1939, Montréal, Kanada – 5. dubna 2022, Rockleigh, New Jersey, USA) byl kanadsko-americký chemik. V roce 1989 společně s Thomasem Cechem obdržel Nobelovu cenu za nalezení katalytické aktivity ribonukleové kyseliny (tedy tzv. ribozymů). Byl profesorem molekulární, buněčné a vývojové biologie a chemie na Yaleské univerzitě.
Cech a Altman obdrželi Nobelovu cenu za nezávislý objev, že RNA, tradičně považovaná pouze za pasivního posla genetické informace, může mít také enzymatickou úlohu, při níž katalyzuje nebo usnadňuje vnitrobuněčné chemické reakce nezbytné pro život. Před jejich objevem se předpokládalo, že všechny chemické reakce v živém organismu jsou katalyzovány výhradně bílkovinami, které se nazývají enzymy. Cech byl první, kdo prokázal, že molekula RNA může katalyzovat chemickou reakci a své poznatky publikoval v roce 1982. Altman, jehož dřívější výzkum k takovému závěru výrazně směřoval, tuto enzymatickou aktivitu molekuly RNA přesvědčivě prokázal v roce 1983.

## Život
Altman se narodil 7. května 1939 v Montrealu v kanadském Quebecu. Jeho rodiče byli židovští přistěhovalci, kteří přišli do Kanady ve 20. letech 20. století, a oba pocházeli z východní Evropy. Altmanova matka pocházela z polského Bělostoku, do Kanady přišla se svou sestrou v osmnácti letech, naučila se anglicky a pracovala v textilní továrně, aby si vydělala peníze na příjezd zbytku rodiny do Quebecu. Altmanův otec se narodil na Ukrajině a v Sovětském svazu pracoval v kolchoze. Do Kanady přišel jako zemědělský dělník, ale později jako manžel a otec dvou synů živil rodinu provozováním malého obchodu s potravinami v Montrealu. Oba rodiče si však vždy vážili vzdělání a podporovali ho.
Když Altman dosáhl dospělosti, finanční situace rodiny se natolik zlepšila, že mohl pokračovat ve studiu na vysoké škole. Odjel do Spojených států studovat fyziku na Massachusettský technologický institut (MIT). Během studia na MIT byl členem hokejového týmu. V roce 1960 získal bakalářský titul a poté strávil 18 měsíců jako postgraduální student fyziky na Kolumbijské univerzitě v New York City. Kvůli osobním obavám a nedostatku příležitostí pro začínající postgraduální studenty účastnit se laboratorních prací nicméně program opustil. O několik měsíců později se zapsal jako postgraduální student biofyziky na University of Colorado Medical Center, kde v roce 1967 obhájil doktorát z biofyziky. Poté pracoval krátce jako vědecký pracovník v oblasti molekulární biologie na Vanderbiltově univerzitě, ale brzy odešel na Harvardovu univerzitu, kde studoval endonukleázu DNA, enzym, který se podílí na její replikaci a rekombinaci.

V roce 1969 se stal členem skupiny vedené Sydney Brennerem a Francisem Crickem v laboratoři molekulární biologie Medical Research Council v Cambridge v Anglii. Zde Altman zahájil práci, která vedla k objevu ribonukleázy P (RNázy P) a enzymatických vlastností podjednotky RNA tohoto ribozymu. Díky objevu prvního radiochemicky čistého prekurzoru molekuly tRNA získal v roce 1971 místo odborného asistenta na Yaleově univerzitě, kde jeho kariéra probíhala podle standardního akademického schématu, až se v roce 1980 stal profesorem. V letech 1983-1985 byl přednostou katedry a v roce 1985 se stal na čtyři roky děkanem. Altman, který byl hrdý na své židovské kořeny, byl obzvláště pyšný na to, že se v 80. letech 20. století na Yaleově univerzitě podílel na založení judaistických studií. Dne 1. července 1989 se vrátil na místo profesora na plný úvazek. Mezi jeho doktorandy patřil americký biolog a profesor Ben Stark.

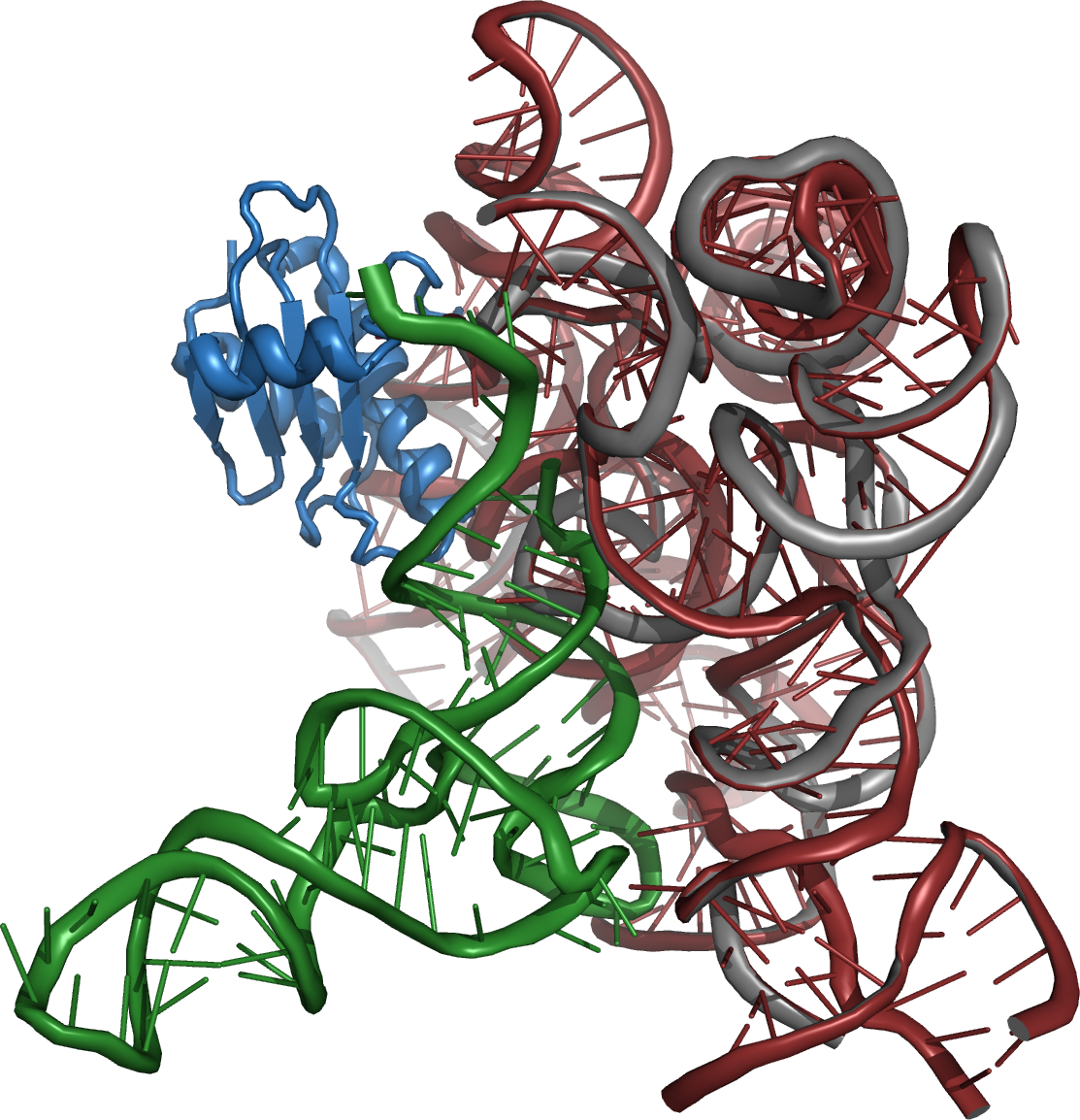
RNáza P

Altman se v roce 1972 oženil s dcerou Stephana Körnera Annou. Mají spolu dvě děti, Daniela (* 1974) a Leah (* 1977). Od svého odchodu z Montrealu v roce 1958 žil převážně ve Spojených státech a v roce 1984 se stal americkým občanem, ale zachoval si dvojí občanství.
Zemřel po dlouhé nemoci 5. dubna 2022 v Rockleighu ve státě New Jersey ve věku 82 let.

## Objev
Většina molekul RNA se nachází v buňkách ve formě prekurzorů, to jest delších molekul, z nichž funkční molekuly RNA vzniknou zkrácením. A právě tento pochod zkoumali Cech a Altman. Cech se svými kolegy zkoumal maturaci RNA a jako první se jim podařilo dokázat, že vystřižení úseku RNA z prekurzoru je katalyzováno samotným prekurzorem – tedy molekulou RNA, nikoli proteinem.
Altmanovi se podařilo prokázat, že ribozym RNáza P zodpovědný za zkrácení molekul RNA, se skládá ze dvou částí – proteinu a  strukturní molekuly RNA. Původně se předpokládalo, že v bakteriálním komplexu RNázy P je za katalytickou aktivitu komplexu, která se podílí na zrání tRNA, zodpovědná proteinová podjednotka. Během pokusů, při nichž byl komplex rekonstituován ve zkumavkách, Altman a jeho skupina zjistili, že izolovaná složka RNA je pro pozorovanou katalytickou aktivitu enzymu dostačující, což naznačuje, že RNA sama o sobě má katalytické vlastnosti. Přestože komplex RNázy P existuje i v eukaryotických organismech, pozdější práce odhalila, že u těchto organismů jsou na rozdíl od bakteriální RNázy P pro katalytickou aktivitu proteinové podjednotky komplexu nezbytné.